# Élections cantonales de 2011 dans les Alpes-de-Haute-Provence

Les élections cantonales ont eu lieu les 20 et 27 mars 2011.

## Contexte départemental

### Assemblée départementale sortante
Avant les élections, le conseil général des Alpes-de-Haute-Provence est présidé par Jean-Louis Bianco (PS). Il comprend 30 conseillers généraux issus des 30 cantons des Alpes-de-Haute-Provence. 16 d'entre eux sont renouvelables lors de ces élections.
| Parti                             | Sigle | Élus |
| --------------------------------- | ----- | ---- |
| Majorité (23 sièges)              |       |      |
| Parti socialiste                  | PS    | 13   |
| Divers gauche                     | DVG   | 5    |
| Parti communiste français         | PCF   | 3    |
| Mouvement républicain et citoyen  | MRC   | 1    |
| Europe Écologie Les Verts         | EELV  | 1    |
| Opposition (7 sièges)             |       |      |
| Divers droite                     | DVD   | 5    |
| Union pour un mouvement populaire | UMP   | 2    |
| Président du Conseil général      |       |      |
| Jean-Louis Bianco (PS)            |       |      |

### Stratégie des forces politiques
À gauche, le PS, Europe écologie et le Front de gauche partent avec la volonté de présenter ou de soutenir un candidat dans tous les cantons renouvelables. Pour le PS, seul un canton se retrouve sans candidat.
Pour ces élections, le Front de gauche, le NPA et la Fédération pour une alternative sociale et écologique, formations de gauche et d'extrême gauche, ont décidé de présenter des candidatures unies dans tout le département.
À droite, l'UMP qui sort affaiblie des précédents scrutins (en particulier les élections municipales avec la perte de plusieurs bastions comme Barcelonnette), n'est plus aujourd'hui représentée au Conseil général que par une petite poignée de conseillers, dont seul Jacques Boetti est encore encarté à l'UMP. L'UMP présente ou soutient un candidat dans la plupart des cantons, mais n'a pu présenter de candidat dans trois des cantons renouvelables.
Le Front national quant à lui ne devrait pas être en mesure de se maintenir au second tour en raison d'élèvement du score nécessaire au premier tour pour accéder au second (12,5 % des inscrits contre 10% auparavant), et d'un taux d'abstention qui risque d'être élevé. Malgré des scores dépassant localement les 15%, le FN enregistre généralement des scores inférieurs à ceux observés en PACA.

## Résultats à l'échelle du département
| Étiquette      | Étiquette          | Premier tour | Premier tour | Second tour | Second tour | Sièges |
| Étiquette      | Étiquette          | Voix         | %            | Voix        | %           | Sièges |
| -------------- | ------------------ | ------------ | ------------ | ----------- | ----------- | ------ |
|                | PS                 | 11 813       | 34,88        | 12 934      | 50,59       | 11     |
|                | FG dont PCF et NPA | 3 984        | 11,76        | 2 253       | 8,81        | 1      |
|                | EELV               | 2 723        | 8,04         |             |             |        |
|                | DVG                | 2 326        | 6,87         | 3 972       | 15,54       | 2      |
|                | MRC                | 482          | 1,42         |             |             |        |
| Gauche         | Gauche             | 21 328       | 62,98        | 19 159      | 74,93       | 14     |
|                |                    |              |              |             |             |        |
|                | UMP                | 4 963        | 14,65        | 2 789       | 10,91       | 1      |
|                | DVD                | 2 417        | 7,14         | 415         | 1,62        | 1      |
|                | NC                 | 99           | 0,29         |             |             |        |
|                | DLR                | 38           | 0,11         |             |             |        |
| Droite         | Droite             | 7 517        | 22,20        | 3 204       | 12,53       | 2      |
|                |                    |              |              |             |             |        |
|                | FN                 | 4 855        | 14,34        | 3 205       | 12,54       | 0      |
|                |                    |              |              |             |             |        |
|                | SE                 | 124          | 0,37         |             |             |        |
|                | POI                | 42           | 0,12         |             |             |        |
|                |                    |              |              |             |             |        |
| Inscrits       | Inscrits           | 64 647       | 100,00       | 53 437      | 100,00      |        |
| Abstention     | Abstention         | 29 567       | 45,74        | 25 692      | 48,08       |        |
| Votants        | Votants            | 35 080       | 54,26        | 27 745      | 51,92       |        |
| Blancs et nuls | Blancs et nuls     | 1 214        | 3,46         | 2 177       | 7,85        |        |
| Exprimés       | Exprimés           | 33 866       | 96,54        | 25 568      | 92,15       |        |

### Résultats en nombre de sièges
| Parti | Sièges mis en jeu | Élus | Évolution     |
| ----- | ----------------- | ---- | ------------- |
| PS    | 10                | 13   | 3             |
| DVD   | 2                 | 1    | 1             |
| PCF   | 2                 | 1    | 1             |
| MRC   | 1                 | 0    | 1             |
| UMP   | 1                 | 1    | en stagnation |

### Assemblée départementale à l'issue des élections
| Parti                             | Sigle | Élus |
| --------------------------------- | ----- | ---- |
| Majorité (24 sièges)              |       |      |
| Parti socialiste                  | PS    | 15   |
| Divers gauche                     | DVG   | 7    |
| Parti communiste français         | PCF   | 2    |
| Opposition (6 sièges)             |       |      |
| Divers droite                     | DVD   | 4    |
| Union pour un mouvement populaire | UMP   | 2    |
| Président du conseil général      |       |      |
| Jean-Louis Bianco (PS)            |       |      |

## Résultats par canton

### Canton d'Annot
Le canton d'Annot confirme sa position de bastion de droite en réélisant au premier tour, comme en 2004, le maire DVD d'Annot, Jean Ballester. Ce dernier obtient son quatrième mandat face à seulement deux opposants dont le principal est également de droite, Philippe Rigault, commerçant à Annot. La gauche était seulement représentée par un militant du parti de gauche du Fugeret qui, par rapport à 2004, triple les résultats de la gauche radicale mais à l'échelle de la gauche perd plus de la moitié des voix qui avaient alors été récupérées.
| Candidats      | Candidats           | Étiquette      | Premier tour | Premier tour |
| Candidats      | Candidats           | Étiquette      | Voix         | %            |
| -------------- | ------------------- | -------------- | ------------ | ------------ |
|                | Jean Ballester*     | DVD            | 674          | 51,14        |
|                | Philippe Rigault    | DVD            | 454          | 34,45        |
|                | David Drogoul-Spanu | FG             | 190          | 14,42        |
|                |                     |                |              |              |
| Inscrits       | Inscrits            | Inscrits       | 1 957        | 100,00       |
| Abstentions    | Abstentions         | Abstentions    | 594          | 30,35        |
| Votants        | Votants             | Votants        | 1 363        | 69,65        |
| Blancs et nuls | Blancs et nuls      | Blancs et nuls | 45           | 3,30         |
| Exprimés       | Exprimés            | Exprimés       | 1 318        | 96,70        |

*sortant

### Canton de Banon
Sans surprise, le canton de Banon reconduit très largement pour un cinquième mandat le vice-président socialiste du conseil général, Jean-Louis Andrian. Face à lui, contrairement à 2004, aucun candidat de droite (pouvant expliquer le bond de l'abstention de plus de 14 %) mais un candidat du FN qui double les voix pour son parti et un militant du parti de gauche qui augmente d'à peine 20 voix les résultats de la gauche radicale.
| Candidats      | Candidats          | Étiquette      | Premier tour | Premier tour |
| Candidats      | Candidats          | Étiquette      | Voix         | %            |
| -------------- | ------------------ | -------------- | ------------ | ------------ |
|                | Jean-Louis Adrian* | PS             | 1 254        | 81,91        |
|                | Rémi Colombu       | FN             | 165          | 10,78        |
|                | Thierry Cuisson    | FG             | 112          | 7,32         |
|                |                    |                |              |              |
| Inscrits       | Inscrits           | Inscrits       | 2 455        | 100,00       |
| Abstentions    | Abstentions        | Abstentions    | 878          | 35,76        |
| Votants        | Votants            | Votants        | 1 577        | 64,24        |
| Blancs et nuls | Blancs et nuls     | Blancs et nuls | 46           | 2,92         |
| Exprimés       | Exprimés           | Exprimés       | 1 531        | 97,08        |

*sortant

### Canton de Barcelonnette
Lucien Gilly confirme sa mainmise sur le canton de Barcelonnette après l'avoir conquis en 2004 au terme de 31 ans de domination de la droite. Le maire de Jausiers maintient son score en pourcentage de voix au second tour mais perd près de 500 voix. Son opposant de droite, Michel Lanfranchi, maire du Lauzet-Ubaye depuis 46 ans, fait perdre à la droite au premier tour environ 300 voix alors que le FN progresse d'une centaine de voix et que la gauche radicale régresse franchement avec 400 voix de moins (le candidat d'extrême gauche était même qualifié en 2004) et ce dans un contexte de forte abstention, en progrès de 17,5 % environ : un électeur sur deux ne s'est pas déplacé au premier tour.
| Candidats      | Candidats         | Étiquette      | Premier tour | Premier tour | Second tour | Second tour |
| Candidats      | Candidats         | Étiquette      | Voix         | %            | Voix        | %           |
| -------------- | ----------------- | -------------- | ------------ | ------------ | ----------- | ----------- |
|                | Lucien Gilly*     | PS             | 1 202        | 45,98        | 1 663       | 61,27       |
|                | Michel Lanfranchi | UMP            | 791          | 30,26        | 1 051       | 38,73       |
|                | Hervé Regord      | FN             | 357          | 13,66        |             |             |
|                | Gilles Lemaire    | FG (PCF)       | 264          | 10,10        |             |             |
|                |                   |                |              |              |             |             |
| Inscrits       | Inscrits          | Inscrits       | 5 440        | 100,00       | 5 439       | 100,00      |
| Abstentions    | Abstentions       | Abstentions    | 2 719        | 49,98        | 2 533       | 46,57       |
| Votants        | Votants           | Votants        | 2 721        | 50,02        | 2 906       | 53,43       |
| Blancs et nuls | Blancs et nuls    | Blancs et nuls | 107          | 3,93         | 192         | 6,61        |
| Exprimés       | Exprimés          | Exprimés       | 2 614        | 96,07        | 2 714       | 93,39       |

*sortant

### Canton de Barrême
Après avoir cédé la mairie de Barrême à la gauche en 2008, le radical Jean-Marie Gibelin échoue assez logiquement à s'offrir un quatrième mandat au conseil général. Même si ce dernier avait largement pris la tête au premier tour, son opposant de gauche, le maire du hameau de Clumanc, Bernard Molling aura finalement eu raison de lui après avoir échoué en 2004. Au premier tour, le FN progresse légèrement mais le PCF recule en perdant la moitié de ses voix de 2004. L'abstention progresse ici d'une dizaine de points mais reste assez faible. 
| Candidats      | Candidats           | Étiquette      | Premier tour | Premier tour | Second tour | Second tour |
| Candidats      | Candidats           | Étiquette      | Voix         | %            | Voix        | %           |
| -------------- | ------------------- | -------------- | ------------ | ------------ | ----------- | ----------- |
|                | Jean-Marie Gibelin* | DVD            | 371          | 45,24        | 415         | 48,59       |
|                | Bernard Molling     | DVG            | 318          | 38,78        | 439         | 51,41       |
|                | Robert Vidal        | FN             | 69           | 8,41         |             |             |
|                | Sonia Tavernier     | FG             | 62           | 7,56         |             |             |
|                |                     |                |              |              |             |             |
| Inscrits       | Inscrits            | Inscrits       | 1 240        | 100,00       | 1 249       | 100,00      |
| Abstentions    | Abstentions         | Abstentions    | 403          | 32,50        | 370         | 29,62       |
| Votants        | Votants             | Votants        | 837          | 67,50        | 879         | 70,38       |
| Blancs et nuls | Blancs et nuls      | Blancs et nuls | 17           | 2,03         | 25          | 2,84        |
| Exprimés       | Exprimés            | Exprimés       | 820          | 97,97        | 854         | 97,16       |

*sortant

### Canton de Castellane
Même avant le vote, le suspense ne se faisait pas sentir quant à l'issue du scrutin dans ce canton. Avec strictement aucun opposant à sa droite, le premier vice-président du conseil général et maire de Castellane, Gilbert Sauvan, est très largement réélu pour un troisième mandat à la tête du canton face à deux candidats écologiste et communiste (ce dernier améliore légèrement le résultat du PCF). 
| Candidats      | Candidats        | Étiquette      | Premier tour | Premier tour |
| Candidats      | Candidats        | Étiquette      | Voix         | %            |
| -------------- | ---------------- | -------------- | ------------ | ------------ |
|                | Gilbert Sauvan*  | PS             | 970          | 83,48        |
|                | Boris Aubligine  | EÉLV           | 136          | 11,70        |
|                | Alain Desgranges | FG (PCF)       | 56           | 4,82         |
|                |                  |                |              |              |
| Inscrits       | Inscrits         | Inscrits       | 2 061        | 100,00       |
| Abstentions    | Abstentions      | Abstentions    | 787          | 38,19        |
| Votants        | Votants          | Votants        | 1 274        | 61,81        |
| Blancs et nuls | Blancs et nuls   | Blancs et nuls | 112          | 8,79         |
| Exprimés       | Exprimés         | Exprimés       | 1 162        | 91,21        |

*sortant

### Canton de Forcalquier
Pour le canton de Forcalquier, c'est à gauche que cela se passe : le second tour se sera déroulé entre Jacques Echalon, conseiller DVG depuis 1998 et maire de Villeneuve, et la candidate socialiste investie, Sylvie Mas, adjointe au maire de Forcalquier, soutenue par Jean-Louis Bianco, président du conseil général. Cette dernière sera finalement assez largement battue. Ces divisions n'affaiblissent pas pour autant l'importance, au premier tour, de l'électorat de la gauche "classique" qui avait apporté son plein soutien quasi-exclusivement à Jacques Echalon en 2004. Pour les autres nuances politiques, on notera l'effondrement de l'UMP qui perd la moitié des voix de 2004 et dont la candidate, Bernadette Lefort, conseillère municipale de Mane, est reléguée à la quatrième position derrière le FN en progrès de plus de 60 voix et qui talonnait Mme Mas au premier tour. Les écologistes sont parfaitement stables mais la gauche raidcale perd environ 200 voix.
| Candidats      | Candidats         | Étiquette         | Premier tour | Premier tour | Second tour | Second tour |
| Candidats      | Candidats         | Étiquette         | Voix         | %            | Voix        | %           |
| -------------- | ----------------- | ----------------- | ------------ | ------------ | ----------- | ----------- |
|                | Jacques Echalon*  | DVG               | 1 470        | 28,82        | 2 574       | 63,24       |
|                | Sylvie Mas        | PS                | 959          | 18,80        | 1 496       | 36,76       |
|                | Virginie Regord   | FN                | 934          | 18,31        |             |             |
|                | Bernadette Lefort | UMP               | 688          | 13,49        |             |             |
|                | Marie-Noëlle Ley  | EÉLV              | 649          | 12,72        |             |             |
|                | Béatrice Jollivet | NPA (allié au FG) | 401          | 7,86         |             |             |
|                |                   |                   |              |              |             |             |
| Inscrits       | Inscrits          | Inscrits          | 10 266       | 100,00       | 10 267      | 100,00      |
| Abstentions    | Abstentions       | Abstentions       | 5 050        | 49,19        | 5 561       | 54,16       |
| Votants        | Votants           | Votants           | 5 216        | 50,81        | 4 706       | 45,84       |
| Blancs et nuls | Blancs et nuls    | Blancs et nuls    | 115          | 2,20         | 636         | 13,51       |
| Exprimés       | Exprimés          | Exprimés          | 5 101        | 97,80        | 4 070       | 86,49       |

*sortant

### Canton de La Javie
Comme son collègue Gilbert Sauvan à Castellane, Jean-Yves Roux, vice-président du conseil général, ne se voit opposer qu'un candidat écologiste et une communiste. L'ancien maire du Brusquet voit alors sa réélection facilitée dans un canton socialiste depuis plus de 30 ans. La droite a certainement voulu éviter le fiasco de 2004 où son candidat avait péniblement atteint 10 %. Cette absence peut toutefois expliquer une abstention qui gagne 16 % par rapport à 2004. 
| Candidats      | Candidats       | Étiquette      | Premier tour | Premier tour |
| Candidats      | Candidats       | Étiquette      | Voix         | %            |
| -------------- | --------------- | -------------- | ------------ | ------------ |
|                | Jean-Yves Roux* | PS             | 654          | 72,19        |
|                | Henry Poulain   | EÉLV           | 165          | 18,21        |
|                | Andrée Laurent  | FG             | 87           | 9,60         |
|                |                 |                |              |              |
| Inscrits       | Inscrits        | Inscrits       | 1 604        | 100,00       |
| Abstentions    | Abstentions     | Abstentions    | 623          | 38,84        |
| Votants        | Votants         | Votants        | 981          | 61,16        |
| Blancs et nuls | Blancs et nuls  | Blancs et nuls | 75           | 7,65         |
| Exprimés       | Exprimés        | Exprimés       | 906          | 92,35        |

*sortant

### Canton de Manosque-Nord
Ce n'est pas sa défaite trois ans auparavant aux municipales de Manosque qui aura ébranlé Roland Aubert, conseiller socialiste depuis 1998 et vice-président du conseil général. Celui-ci obtient en effet aisément un troisième mandat en l'emportant largement face à un candidat FN, Michel d'Ornano. Ce dernier, mari de Mireille d'Ornano, candidate FN aux municipales de 2008 à Manosque, a notamment réussi à dépasser le candidat de la droite et confirmer la présence dans ce canton d'un électorat non négligeable d'extrême droite qui avait déjà emmené le FN au second tour en 2004. Pascal Antiq, adjoint au maire UMP de Manosque, est donc éliminé dès le premier tour avec une perte pour l'UMP de 350 voix environ par rapport à 2004, malgré des municipales réussies. On notera un assez bon résultat des écologistes qui progressent d'une centaine de voix mais la régression des communistes de plus de 200 voix. L'abstention bondit enfin de plus de 23 % aux deux tours par rapport à 2004.
| Candidats      | Candidats              | Étiquette      | Premier tour | Premier tour | Second tour | Second tour |
| Candidats      | Candidats              | Étiquette      | Voix         | %            | Voix        | %           |
| -------------- | ---------------------- | -------------- | ------------ | ------------ | ----------- | ----------- |
|                | Roland Aubert*         | PS             | 1 164        | 31,71        | 2 437       | 65,78       |
|                | Michel d'Ornano        | FN             | 788          | 21,47        | 1 268       | 34,22       |
|                | Pascal Antiq           | UMP            | 685          | 18,66        |             |             |
|                | Catherine Berthonneche | EÉLV           | 456          | 12,42        |             |             |
|                | Daniel Villeneuve      | FG             | 278          | 7,57         |             |             |
|                | Laurent Raymondo       | DVD            | 205          | 5,58         |             |             |
|                | Claude Arnaud          | SE             | 57           | 1,55         |             |             |
|                | Noël Chuisano          | DLR            | 38           | 1,04         |             |             |
|                |                        |                |              |              |             |             |
| Inscrits       | Inscrits               | Inscrits       | 8 679        | 100,00       | 8 678       | 100,00      |
| Abstentions    | Abstentions            | Abstentions    | 4 913        | 56,61        | 4 645       | 53,53       |
| Votants        | Votants                | Votants        | 3 766        | 43,39        | 4 033       | 46,47       |
| Blancs et nuls | Blancs et nuls         | Blancs et nuls | 95           | 2,52         | 328         | 8,13        |
| Exprimés       | Exprimés               | Exprimés       | 3 671        | 97,48        | 3 705       | 91,87       |

*sortant

### Canton de Manosque-Sud-Est
Dans ce canton communiste depuis sa création en 1985, les électeurs confirment cet ancrage en réélisant l'ancien maire de Sainte-Tulle, Yannick Philipponneau, à leur tête. Cependant, le candidat du Front de Gauche aura tout de même été mis en sérieuse difficulté par le candidat de la droite, Jean-Claude Castel, qui avait déjà pris aux communistes la mairie de Corbières trois ans plus tôt. Ce dernier se sera même payé le luxe d'arriver en tête du premier tour. Le recul du candidat communiste de 450 voix peut d'expliquer par différents facteurs : une abstention bondissant de près de 20 %, la nouvelle popularité de son opposant de droite après les municipales et la présence d'un écologiste en plus du PS, déjà présent en 2004, représenté cette fois par le conseiller municipal d'opposition à Manosque, Georges Morin. Dans ce contexte d'abstention avoisinant 50 % de l’électorat, seul le FN parvient à se stabiliser avec un peu plus de 500 électeurs.
| Candidats      | Candidats              | Étiquette      | Premier tour | Premier tour | Second tour | Second tour |
| Candidats      | Candidats              | Étiquette      | Voix         | %            | Voix        |             |
| -------------- | ---------------------- | -------------- | ------------ | ------------ | ----------- | ----------- |
|                | Jean-Claude Castel     | UMP            | 899          | 31,06        | 1 399       | 47,85       |
|                | Yannick Philipponneau* | FG             | 794          | 27,44        | 1 525       | 52,15       |
|                | Michel Faucherand      | FN             | 523          | 18,07        |             |             |
|                | Georges Morin          | PS             | 465          | 16,07        |             |             |
|                | Joël Bouc              | EÉLV           | 213          | 7,36         |             |             |
|                |                        |                |              |              |             |             |
| Inscrits       | Inscrits               | Inscrits       | 6 024        | 100,00       | 6 025       | 100,00      |
| Abstentions    | Abstentions            | Abstentions    | 2 875        | 47,73        | 2 920       | 48,46       |
| Votants        | Votants                | Votants        | 3 149        | 52,27        | 3 105       | 51,54       |
| Blancs et nuls | Blancs et nuls         | Blancs et nuls | 255          | 8,10         | 181         | 5,83        |
| Exprimés       | Exprimés               | Exprimés       | 2 894        | 91,90        | 2 924       | 94,17       |

*sortant

### Canton de Mézel
La popularité de la gauche dans le canton de Mézel qu'elle dirige depuis 1945 se manifeste une nouvelle fois avec la réélection dès le premier tour de l'ancien maire socialiste d'Estoublon, André Laurens, pour un troisième mandat. Alors qu'en 2004, un second tour s'était déroulé entre socialistes et écologistes après désistement des communistes, on observe donc cette fois une meilleure concentration des voix de gauche autour du socialiste qui gagne une centaine de voix alors que les communistes et écologistes perdent chacun plus de 100 voix. En parallèle, la droite continue d'être éclipsée en passant sous la barre des 10 % et l'abstention double par rapport à 2004.
| Candidats      | Candidats        | Étiquette      | Premier tour | Premier tour |
| Candidats      | Candidats        | Étiquette      | Voix         | %            |
| -------------- | ---------------- | -------------- | ------------ | ------------ |
|                | André Laurens*   | PS             | 630          | 59,21        |
|                | Olivier Ponce    | FG             | 163          | 15,32        |
|                | Christophe Lucas | EÉLV           | 150          | 14,10        |
|                | Joëlle Tebar     | NC             | 99           | 9,30         |
|                | Pierre Ramos     | SE             | 22           | 2,07         |
|                |                  |                |              |              |
| Inscrits       | Inscrits         | Inscrits       | 1 724        | 100,00       |
| Abstentions    | Abstentions      | Abstentions    | 603          | 34,98        |
| Votants        | Votants          | Votants        | 1 121        | 65,02        |
| Blancs et nuls | Blancs et nuls   | Blancs et nuls | 57           | 5,08         |
| Exprimés       | Exprimés         | Exprimés       | 1 064        | 94,92        |

*sortant

### Canton de Noyers-sur-Jabron
Le maire socialiste de Valbelle, Pierre-Yves Vadot n'a pas trop de mal à obtenir un second mandat en battant avec un score similaire à 2004 le même candidat UMP : Christian Jauffret, conseiller municipal aux Omergues. Sinon, les écologistes et les communistes parviennent à tripler leurs scores de 2004 même s'ils restent assez bas et de même, l'abstention avance d'un douzaine de pourcents, bien qu'elle reste basse par rapport à ailleurs dans le département.
| Candidats      | Candidats            | Étiquette      | Premier tour | Premier tour | Second tour | Second tour |
| Candidats      | Candidats            | Étiquette      | Voix         | %            | Voix        | %           |
| -------------- | -------------------- | -------------- | ------------ | ------------ | ----------- | ----------- |
|                | Pierre-Yves Vadot*   | PS             | 375          | 45,68        | 466         | 57,89       |
|                | Christian Jauffret   | UMP            | 250          | 30,45        | 339         | 42,11       |
|                | Michel Watt          | EÉLV           | 76           | 9,26         |             |             |
|                | Jean-Paul Crouvizier | SE             | 45           | 5,48         |             |             |
|                | Henri Pierre         | FN             | 44           | 5,36         |             |             |
|                | Norbert Jouveau      | FG             | 31           | 3,78         |             |             |
|                |                      |                |              |              |             |             |
| Inscrits       | Inscrits             | Inscrits       | 1 153        | 100,00       | 1 153       | 100,00      |
| Abstentions    | Abstentions          | Abstentions    | 328          | 28,45        | 323         | 28,01       |
| Votants        | Votants              | Votants        | 825          | 71,55        | 830         | 71,99       |
| Blancs et nuls | Blancs et nuls       | Blancs et nuls | 4            | 0,48         | 25          | 3,01        |
| Exprimés       | Exprimés             | Exprimés       | 821          | 99,52        | 805         | 96,99       |

*sortant

### Canton de Reillanne
Deux ans après avoir perdu la mairie de Reillanne, il était attendu une certaine baisse de popularité pour le conseiller communiste sortant, Raymond Bressand, élu depuis 1997. Cela s'est concrétisé dès le premier tour où il est devancé par le candidat socialiste, Pierre Pourcin, maire de Villemus depuis 1989. Le sortant se maintient finalement au deuxième tour, contrairement à la tradition républicaine entre socialistes et communistes, observée par Pierre Pourcin lui-même en 2004, qui veut que si les candidats des deux camps sont qualifiés pour le second tour, le deuxième se désiste. Ce "manque de courtoisie républicaine" de la part du communiste ne lui sauvera pas son siège puisqu'il est battu de peu. Au premier tour, le maire UMP de Céreste, Gérard Baumel se fait battre avec près de 150 voix de moins par rapport à 2004 alors qu'il y avait à l'époque un candidat divers droite. Dans le même temps, le FN gagne une centaine de voix et l'abstention près de 15 %.
| Candidats      | Candidats         | Étiquette      | Premier tour | Premier tour | Second tour | Second tour |
| Candidats      | Candidats         | Étiquette      | Voix         | %            | Voix        | %           |
| -------------- | ----------------- | -------------- | ------------ | ------------ | ----------- | ----------- |
|                | Pierre Pourcin    | PS             | 512          | 29,09        | 778         | 51,66       |
|                | Raymond Bressand* | FG             | 479          | 27,22        | 728         | 48,34       |
|                | Gérard Baumel     | UMP            | 334          | 18,98        |             |             |
|                | Stéphane Durbec   | FN             | 270          | 15,34        |             |             |
|                | Georges Menegazzi | EÉLV           | 165          | 9,38         |             |             |
|                |                   |                |              |              |             |             |
| Inscrits       | Inscrits          | Inscrits       | 2 887        | 100,00       | 2 887       | 100,00      |
| Abstentions    | Abstentions       | Abstentions    | 1 066        | 36,92        | 1 196       | 41,43       |
| Votants        | Votants           | Votants        | 1 821        | 63,08        | 1 691       | 58,57       |
| Blancs et nuls | Blancs et nuls    | Blancs et nuls | 61           | 3,35         | 185         | 10,94       |
| Exprimés       | Exprimés          | Exprimés       | 1 760        | 96,65        | 1 506       | 89,06       |

*sortant

### Canton de Riez
Michel Zorzan, également maire de Riez, éprouve plus de difficulté à se faire élire qu'en 2004 où il avait alors été élu dès le premier tour. Celui-ci se trouve opposé à un candidat indépendant, également conseiller municipal de Riez, Christophe Bianchi. Celui-ci provoque un second tour qui voit Michel Zorzan obtenir un second mandat avec 250 voix environ de moins par rapport au premier tour de 2004. Pour les tiers partis, on remarque une montée de 100 voix du FN alors que les communistes en perdent une centaine et on remarquera une performance honorable de Jacques Espitalier pour les Verts bien qu'il ait perdu sa mairie de Quinson trois ans plus tôt alors que le maire DVD de Puimoisson, Robert Biglia, reste largement moins convaincant, ne dépassant même pas 15 % dans sa propre commune. On notera ici encore une notable montée de l'abstention de 16 % au premier tour par rapport à 2004.
| Candidats      | Candidats          | Étiquette      | Premier tour | Premier tour | Second tour | Second tour |
| Candidats      | Candidats          | Étiquette      | Voix         | %            | Voix        | %           |
| -------------- | ------------------ | -------------- | ------------ | ------------ | ----------- | ----------- |
|                | Michel Zorzan*     | PS             | 916          | 37,73        | 1 268       | 56,94       |
|                | Christophe Bianchi | DVG            | 538          | 22,16        | 959         | 43,06       |
|                | Antonia Deverly    | FN             | 388          | 15,98        |             |             |
|                | Jacques Espitalier | EÉLV           | 281          | 11,57        |             |             |
|                | Robert Biglia      | DVD            | 162          | 6,67         |             |             |
|                | Alain Batut        | FG (PCF)       | 143          | 5,89         |             |             |
|                |                    |                |              |              |             |             |
| Inscrits       | Inscrits           | Inscrits       | 4 163        | 100,00       | 4 163       | 100,00      |
| Abstentions    | Abstentions        | Abstentions    | 1 677        | 40,28        | 1 798       | 43,19       |
| Votants        | Votants            | Votants        | 2 486        | 59,72        | 2 365       | 56,81       |
| Blancs et nuls | Blancs et nuls     | Blancs et nuls | 58           | 2,33         | 138         | 5,84        |
| Exprimés       | Exprimés           | Exprimés       | 2 428        | 97,67        | 2 227       | 94,16       |

*sortant

### Canton de Saint-André-les-Alpes
Bien qu'il ait quitté le conseil municipal de Saint-André après l'avoir dirigé pendant 25 ans, Jacques Boetti n'en reste pas moins populaire en étant une nouvelle fois réélu dès le premier tour. Le canton de Saint-André-les-Alpes confirme bien qu'il est un des rares fiefs très ancrés à droite du département d'autant plus que le PS présentait un poids lourd de la gauche départementale : Claude Domeizel, sénateur et ancien maire de Volx. Ce dernier parvient à faire perdre une douzaine de points à Jacques Beotti mais n'atteint péniblement que le quart des suffrages. Avec son candidat, Dominique Vallet, adjoint au maire de Digne-les-Bains, le PCF perd dans le même temps près de 150 voix (possiblement explicable par l'absence du PS en 2004) et le FN progresse légèrement, d'une trentaine de voix. L'abstention gagne une dizaine de points, hausse plus timide qu'ailleurs dans le département.
Note : l'élu sortant Jacques Boetti (ancien maire de Saint-André-les-Alpes) constitue le dernier élu UMP du Conseil général.
Dominique Vallet est le candidat du Front de gauche.
| Candidats      | Candidats        | Étiquette      | Premier tour | Premier tour |
| Candidats      | Candidats        | Étiquette      | Voix         | %            |
| -------------- | ---------------- | -------------- | ------------ | ------------ |
|                | Jacques Boetti*  | UMP            | 449          | 50,68        |
|                | Claude Domeizel  | PS             | 225          | 25,40        |
|                | Stéphane Chuyen  | FN             | 125          | 14,11        |
|                | Dominique Vallet | FG             | 87           | 9,82         |
|                |                  |                |              |              |
| Inscrits       | Inscrits         | Inscrits       | 1 420        | 100,00       |
| Abstentions    | Abstentions      | Abstentions    | 516          | 36,34        |
| Votants        | Votants          | Votants        | 904          | 63,66        |
| Blancs et nuls | Blancs et nuls   | Blancs et nuls | 18           | 1,99         |
| Exprimés       | Exprimés         | Exprimés       | 886          | 98,01        |

*sortant

### Canton de Valensole
Après avoir fait basculer le canton à gauche en 2004 lors d'une triangulaire face à deux candidats de droite, le conseiller général socialiste Maurice Chapsoul assoit encore plus son emprise sur le canton en l'emportant largement face au FN au second tour. Dès le premier tour, le conseiller municipal de Varensole gagne 400 voix environ de plus par rapport à 2004 bien que l'abstention gagne 23 % et que les municipales de 2008 aient vu le basculement de la mairie de Valensole à droite. L'UMP qui s'effondre donc en étant absente au second tour, perd plus de 280 voix par rapport à 2004 avec sa candidate, Christiane Carat, militante de Valensole. Les communistes comme le FN, représenté par son secrétaire départemental, en revanche, gagnent eux environ 130 voix chacun au premier tour en comparaison avec 2004.
| Candidats      | Candidats            | Étiquette      | Premier tour | Premier tour | Second tour | Second tour |
| Candidats      | Candidats            | Étiquette      | Voix         | %            | Voix        | %           |
| -------------- | -------------------- | -------------- | ------------ | ------------ | ----------- | ----------- |
|                | Maurice Chaspoul*    | PS             | 1 128        | 46,13        | 1 695       | 70,22       |
|                | Jean-Claude Diedrich | FN             | 540          | 22,09        | 719         | 29,78       |
|                | Christiane Carat     | UMP            | 394          | 16,11        |             |             |
|                | Philippe Bec         | FG             | 383          | 15,66        |             |             |
|                |                      |                |              |              |             |             |
| Inscrits       | Inscrits             | Inscrits       | 5 085        | 100,00       | 5 085       | 100,00      |
| Abstentions    | Abstentions          | Abstentions    | 2 580        | 50,74        | 2 504       | 49,24       |
| Votants        | Votants              | Votants        | 2 505        | 49,26        | 2 581       | 50,76       |
| Blancs et nuls | Blancs et nuls       | Blancs et nuls | 60           | 2,40         | 167         | 6,47        |
| Exprimés       | Exprimés             | Exprimés       | 2 445        | 97,60        | 2 414       | 93,53       |

*sortant

### Canton de Volonne
À l'occasion de ces élections, le canton de Volonne est particulièrement disputé : 8 candidats, deux de gauche, deux de droite, deux de gauche radicale, 1 FN et 1 écologiste, se présentent (le plus grand nombre du département avec Manosque-Nord). En plus de ce nombre important, à l'issue du premier tour, l'électorat apparaît très morcelé : 7 candidats sur 8 dépassent ou approchent les 10 % des suffrages. Les écologistes et les communistes maintiennent des scores stables par rapport à 2004. Pour la gauche, alors qu'il avait triomphé de quatre candidats de gauche en 2004, l'ancien maire MRC de Château-Arnoux-Saint-Auban, José Escanez, se fait éliminer, souffrant sans doute de sa défaite aux municipales trois ans plus tôt. Il se fait largement distancer par l'autre candidat de gauche modérée, le maire socialiste de L'Escale, Claude Fiaert qui est le seul à vraiment se démarquer de ce premier tour. À droite, les deux candidats se neutralisent : l'UMP Michel Flamen d'Assigny, candidat en 2004 et maire du village de Châteauneuf-Val-Saint-Donat, qui se présentait cette fois comme indépendant, n'arrive que troisième devant le candidat UMP investi, Jacques Bonte, maire de Volonne. Ces divisions à droite peuvent en partie expliquer la deuxième place du candidat FN qui n'obtient pas de progrès significatif pour son parti en pourcentage de voix par rapport à 2004. Bien que ce dernier gagne plus de 550 voix entre les deux tours, cela ne suffira pas et il se fait largement battre (majorité dans aucune commune, un meilleur score de presque 42 % à Châteauneuf-Val-Saint-Donat). Enfin, au premier comme au deuxième tour, à l'instar du reste du département, l'abstention bondit, de près de 20 % ici.
| Candidats      | Candidats               | Étiquette      | Premier tour | Premier tour | Second tour | Second tour |
| Candidats      | Candidats               | Étiquette      | Voix         | %            | Voix        | %           |
| -------------- | ----------------------- | -------------- | ------------ | ------------ | ----------- | ----------- |
|                | Claude Fiaert           | PS             | 1 359        | 30,57        | 3 131       | 71,99       |
|                | Jean-Marie Drouan       | FN             | 652          | 14,67        | 1 218       | 28,01       |
|                | Michel Flamen d'Assigny | DVD            | 551          | 12,40        |             |             |
|                | José Escanez*           | MRC            | 482          | 10,84        |             |             |
|                | Jacques Bonte           | UMP            | 473          | 10,64        |             |             |
|                | René Villard            | FG             | 454          | 10,21        |             |             |
|                | Sandrine Cosserat       | EÉLV           | 432          | 9,72         |             |             |
|                | Hervé Blin              | POI            | 42           | 0,94         |             |             |
|                |                         |                |              |              |             |             |
| Inscrits       | Inscrits                | Inscrits       | 8 489        | 100,00       | 8 491       | 100,00      |
| Abstentions    | Abstentions             | Abstentions    | 3 955        | 46,59        | 3 842       | 45,25       |
| Votants        | Votants                 | Votants        | 4 534        | 53,41        | 4 649       | 54,75       |
| Blancs et nuls | Blancs et nuls          | Blancs et nuls | 89           | 1,96         | 300         | 6,45        |
| Exprimés       | Exprimés                | Exprimés       | 4 445        | 98,04        | 4 349       | 93,55       |

*sortant